# وینسنت تان
وینسنت تان (به انگلیسی: Vincent Tan) (زاده فوریه ۱۹۵۲) کارآفرین، تاجر و مالک چند باشگاه فوتبال اهل مالزی است.
وی مالک شرکت برجایا گروپ و باشگاه‌های فوتبال کاردیف سیتی و سارایوو می‌باشد.